# تپ شهرسوخته ۲۳
تپ شهرسوخته ۲۳ در شهرستان زابل، ۱ کیلومتری غرب پایگاه شهرسوخته واقع شده و این اثر در تاریخ ۲۴ اسفند ۱۳۸۳ با شمارهٔ ثبت ۱۱۴۹۱ به‌عنوان یکی از آثار ملی ایران به ثبت رسیده است.